# Bons Baisers du tueur
 (novembre 2020).
Pour plus de détails, voir Fiche technique et Distribution.
Bons Baisers du tueur ou L'art du crime au Québec (The Postcard Killings) est un film de crime mystère américain sorti en 2020 uniquement sur des plates-formes de streaming. Le film est réalisé par Danis Tanović et avec Jeffrey Dean Morgan, Famke Janssen et Cush Jumbo,. Il est adapté du roman de 2010 The Postcard Killers de James Patterson et Liza Marklund,.

## Fiche technique
Sauf indication contraire, les informations mentionnées dans cette section peuvent être confirmées par les bases de données cinématographiques IMDb et Allociné,  présentes dans la section « Liens externes ».
- Titre original : The Postcard Killings
- Titre français : Bons Baisers du tueur
- Réalisation : Danis Tanović
- Scénario : Andrew Stern, Ellen Brown Furman
- Musique : Simon Lacey
- Production : Miriam Sagal, Paul M. Brennan, Tracey E. Edmonds, Leopoldo Gout, Peter Nelson, James Patterson
- Production déléguée : Jeffrey Dean Morgan, Will Young, Bill Robinson, Paula Turnbull, Jill Morris
- Sociétés de production : Good Films, Capstone
- Sociétés de distribution : Capstone
- Pays d'origine :  États-Unis
- Langue : anglais
- Genre : Thriller, Policier
- Durée : 100 minutes
- Dates de sortie :
  - États-Unis : 13 mars 2020
  - Monde : 14 octobre 2020 (plates-formes de streaming)

## Distribution
Sauf indication contraire, les informations mentionnées dans cette section peuvent être confirmées par les bases de données cinématographiques IMDb et Allociné,  présentes dans la section « Liens externes ».
- Jeffrey Dean Morgan (VF : Jean-Louis Faure ; VQ : Benoît Rousseau) : Jacob Kanon
- Famke Janssen (VF : Juliette Degenne ; VQ : Anne Dorval) : Valerie Kanon
- Denis O'Hare (VF : Nicolas Marié ; VQ : François Sasseville) : Simon
- Ruairi O'Connor (VF : Erwan Tostain ; VQ : William Cloutier) : Mac
- Naomi Battrick (VF : Chloé Renaud ; VQ : Lauriane S. Thibodeau) : Sylvia
- Orla O'Rourke (VF : Natacha Muller ; VQ : Viviane Pacal) : Nancy
- Cush Jumbo (VQ : Eloisa Cervantes) : Dessie
- Dylan Devonald Smith (VF : Nicolas Duquenoy ; VQ : François Ruel-Côté) : Pieter Holl
- Sallie Harmsen (VQ : Alexa-Jeanne Dubé) : Nienke Holl
- Leander Vyvey (VF : Yohan Lévy) : Hunziker
- Tim Ahern (VF : Jérôme Keen) : Bill Brown
- Steven Mackintosh (VF : Loïc Guingand ; VQ : Patrice Dubois) : l'inspecteur Rupert Pearce
- Joachim Krol (VF : Philippe Roullier ; VQ : Sylvain Hétu) : l'inspecteur Klau Bublitz
- Eva Röse (VF : Dominique Lelong ; VQ : Julie Beauchemin) : le sergent-détective Agneta Hoglund

## Accueil
En juin 2020, le film avait une cote d'approbation de 24% sur Rotten Tomatoes, sur la base de 21 critiques avec une note moyenne de 4,17 sur 10. Sur Metacritic, le film a un score moyen pondéré de 29 sur 100, basé sur 4 critiques, indiquant «des critiques généralement défavorables». Brian Costello de Common Sense Media a attribué au film trois étoiles sur cinq.
Sur Allociné, le film obtient une note moyenne de 2,6/5 pour 30 critiques spectateurs.